# Литвинізація

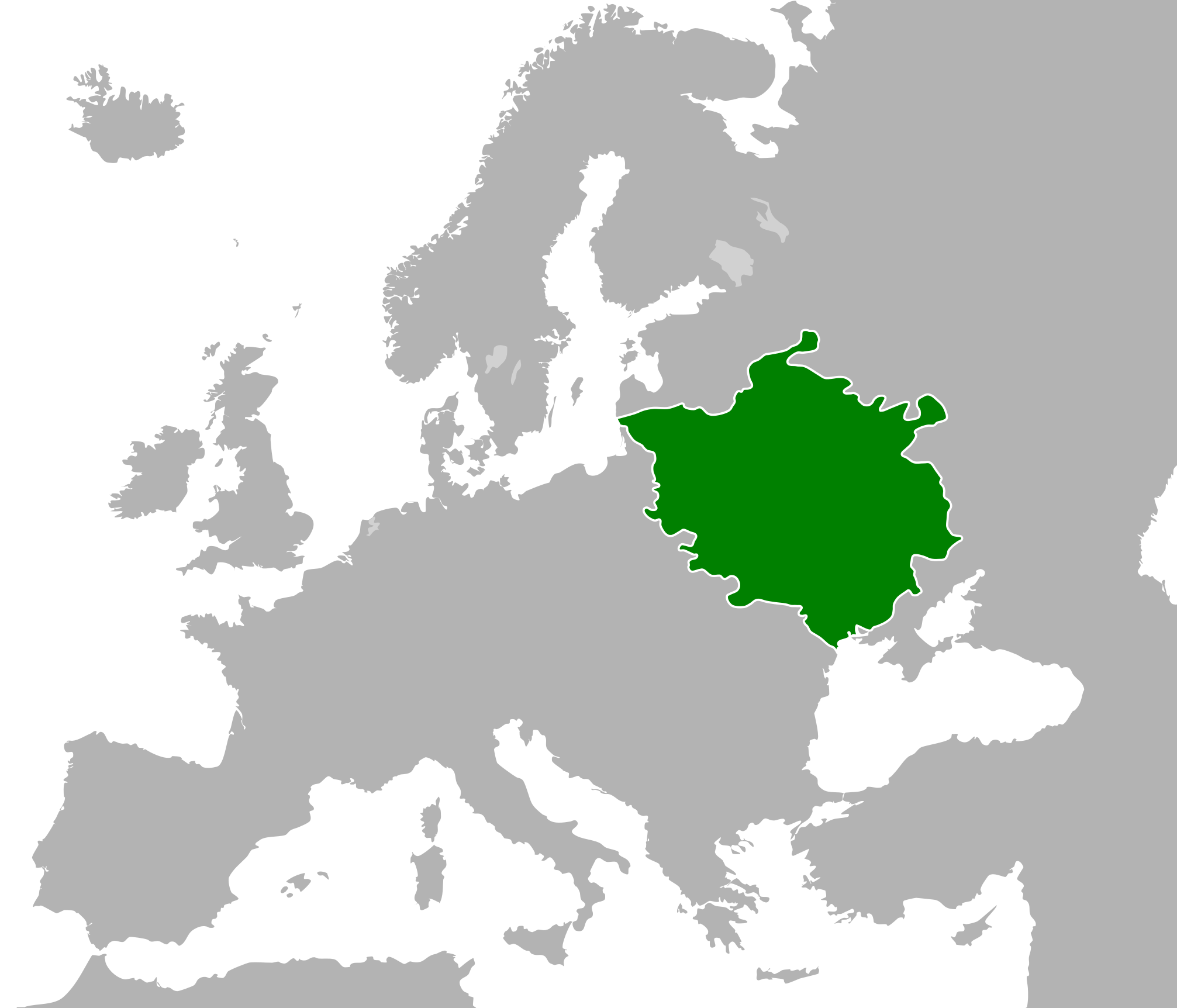
Карта ВКЛ у 1430 році

Литвиніза́ція — процес насаджування литовської мови та культури населенню, що належить до іншої етнокультури, з метою асиміляції.

## Історія
У ранньому середньовіччі консолідація племен Литовського князівства призвела до їх поступової литвинізації. Подальший розвиток країн сусідніх балтійських племен привів до асиміляції ними (повної або часткової) Селова, ятвягів, Надрова і куршів. Культурна та релігійна подібність активізувала цей процес.
Російські землі у складі Великого князівства Литовського в період з XVIII по XIX століття зазнали певної литвинізації. Більша частина князівства була східнослов'янською, а завдяки релігійному, мовному та культурному розвитку східнослов'янських країн була поширена слов'янізація балтійських племен. Крім того, після розширення Великого князівства Литовського слов'янські князі принесли слов'янську мову та культуру до країн Балтії. Навіть якщо Гедиміновичі були призначені намісниками країн Балтії, вони перейняли слов'янські звичаї і прийняли православне християнство, злившись з литовською шляхтою. У результаті злиття двох культур більшість вищого класу «русинів» об'єдналися з литовською шляхтою і стали називатися «литовцями», зберігши західноруську мову. В результаті цих процесів литовська шляхта стала переважно «русинами», а шляхта етнічної Жемайтії продовжувала користуватися рідною мовою. Староукраїнська набула статусу основної священницької мови в місцевих справах і відносинах з іншими православними князівствами, латинська використовувалася у відносинах із Західною Європою.
Яскравим прикладом литвинізації в XIX столітті було змішування євреїв, на той час найбільшої етнічної групи серед буржуазії у великих містах Литви, з етнічними жемайтами з сільської місцевості. Цей процес литвинізації був переважно демографічним, а не системним. З відновленням литовської державності була проведена кампанія з метою культурної та мовної асиміляції інших етнічних груп Литви, переважно поляків та німців. На конференції у Вільнюсі в 1917 році Литовська Тариба прийняла резолюцію, яка проголошувала право національних меншин на свободу для задоволення культурних потреб. Після Першої світової війни зросла кількість єврейських і білоруських представників у Державній раді Литви — законодавчому органі. Створено міністерства у єврейських і білоруських справах; Однак після виступу генерала Желіговського Центральна Литва була відірвана від нової держави, а великі громади білорусів, євреїв і поляків опинилися за межами Литви. В результаті міністерства були ліквідовані. У 1920 р. єврейська громада отримала національно-культурну автономію; однак, частково через внутрішню боротьбу між прихильниками івриту та їдишу, проєкт був залишений у 1924 році. Після цього в національній політиці було проголошено гасло «Литва для литовців», і євреї виявилися більш ізольованими та відчуженими. У 1919 році було 49 єврейських шкіл, 1923—107, 1928—144 . У 1931 році кількість шкіл впала до 115, і цей показник залишався стабільним до 1940 року.
Після здобуття незалежності в Литві посилилися націоналістичні настрої. Держава прагнула розширити використання литовської мови в суспільному житті. Серед заходів, які вживав литовський уряд, була обов'язкова литвинізація нелитовських імен.

## Частка польського населення в Литві з 1929 року
На початку 1920 року в Литві діяло 20 польських шкіл. Їхня кількість зросла до 30 у 1923 році, але потім впала до 24 у 1926 році. Основною причиною спаду була політика литовських християнських демократів щодо переведення учнів до литовських шкіл, батьки яких мали в паспортах литовське громадянство. Після того, як партія відмовилася від контролю, кількість польських шкіл зросла до 91. Невдовзі після перевороту 1926 року, який привів до приходу до влади націоналістів на чолі з Антанасом Смятоною, було вирішено заборонити литовцям навчання в польських школах. Діти зі змішаних сімей тепер повинні були ходити до литовських шкіл. Багато поляків у Литві були вписані в паспорти як литовці, тому вони були змушені навчатися в литовських школах. Як наслідок, з тих пір кількість польських шкіл поступово зменшувалася до 9 до 1940 року. У 1936 році був прийнятий новий закон, який дозволяв навчання в польській школі лише за умови, що обидва батьки були поляками. Завдяки цьому відкривалися приватні польські школи, яких у 1935 р. налічувалося понад 40. Здебільшого вони фінансувалися товариством «Походня». Подібна ситуація склалася з німецькими школами Клайпедського регіону.
Ставлення литовців до етнічних поляків було схоже на напівкровних литовців, які зазнали полонізації в попередні століття і які повинні були повернутися до своєї справжньої ідентичності. Важливим чинником була напруженість між Литвою та Польщею через анексований Польщею регіон Вільнюса та культурні й освітні обмеження, яких там зазнали литовці. Наприклад, у 1927 році в Польщі було закрито 47 литовських шкіл, а також заарештовано президента литовської асоціації «Рітас», подібної до польської асоціації в Литві «Походня», і 15 вчителів.
Хоча Конституція Литовської Республіки гарантувала рівні права всім конфесіям, Литовська держава вирішила передати ці православні церкви католицькій церкві. Фактично 17 православних храмів, які раніше ніколи не належали католикам, також були перетворені на католицькі храми. Було зруйновано 13 православних храмів. Усе це супроводжувалося виразами гніву проти православних у пресі та на зборах. Робилися спроби покращити стосунки з релігійною громадою. Поляки також зазнали дискримінації. Посилилися антипольські настрої, що виникли в роки литовського національного відродження. Священики націоналістично орієнтовані, так званий «литовський» народ, наполягали на заміні литовської мови польською, яка століттями використовувалася в богослужінні. За підтримки держави велася антипольська пропаганда. З'явилося багато карикатур на поляків, де їх зображували бродягами чи злочинцями.

## Поточна ситуація
У сучасній Литві, незалежної після розпаду Радянського Союзу, литвинізація не є офіційною державною політикою, але її намагаються нав'язати ультраправі угруповання, як Вільнюс, чиї дії призводять до напруженості у польсько-литовських відносинах.
Держава встановлює литовську форму назв людей і вимагає зняття польських дорожніх знаків.

## Дивіться також
Русифікація Білорусі
Імена литвинів